# 会いたくて (テレビドラマ)
『会いたくて』（あいたくて）は、1989年7月15日から同年8月19日にかけて日本テレビ系列の「土曜グランド劇場（現：土曜ドラマ）」枠（毎週土曜日21:00 - 21:54）で放送されたテレビドラマ。全6回。

## 概要
有紀と七重は幼い頃に親に捨てられ、共に同じ児童施設で育った同士。都内のアパートで一緒に住み、アルバイトをしながら生活をしている。ある日、卒園した施設の園長から、有紀の母・郷子自ら手紙で自分の住所を知らせて来たと連絡が入り、「今さら会っても…」と嫌がりながらも本心は会ってみたいと思う有紀の胸中は複雑ではあったが、七重は有紀の母との対面に一役買おうと20年ぶりに一緒に会いに行く。しかし郷子は暴力団風の二人の男に執拗に追い回され、それどころではないようだった。後に、有紀の父が暴力団の金を横領したのが元で殺され、今度は郷子が狙われていると知り、有紀はショックを受ける。
有紀と七重の二人の友情を軸として、途中知り合った磯田修らの協力を得ながら有紀の2年間の空白を埋めようとしていくその活躍と、有紀と母との愛情などを描いて行った。有紀も暴力団に対して拳銃を向けるなどアクションも描かれた、ハードボイルド調の母娘ものドラマ。
『男女7人夏物語』『男女7人秋物語』（ともにTBS）、『いこかもどろか』（東宝映画）で組んだ武敬子（プロデュース）、鎌田敏夫（脚本）による作品。鎌田にとって初めて「母と娘」をテーマにした執筆作品であり、「映画『グロリア』のようなハードボイルドなサスペンスの中で生まれる母娘の物語にチャレンジした」と語っている。

## キャスト
- 戸田有紀：荻野目洋子
意地っ張りで優等生タイプ。夜も東京ドームでアルバイトをしている。タイプの違う七重とは口げんかも多い。
- 村上七重：井森美幸
ストレートな性格ながら、いい加減でまじめに働くのが嫌いなタイプ。
- 戸田郷子：小川真由美
- 武井幹世：山下真司
- 北一義：伊武雅刀
武井と北は、組織の先頭に立って郷子を追い回す二人。
- 磯田修：保坂尚輝
- 勝部信弘：中野誠也
郷子がかつて交際していた相手。
- 一枝：白川和子
郷子の友人。
- 竹田真
- 加賀谷純一
- 大西正昭
他

## スタッフ
- プロデューサー：武敬子、中村良男
- 脚本：鎌田敏夫
- 演出：久野浩平、吉野洋
- アシスタントプロデューサー：示野浩司
- 演出補：津崎敏喜 他
- 制作主任：丸山昌夫
- 局系列：NNN
- 制作会社：日本テレビ、PDS

## 主題歌
- 『You Are My Destiny』ポール・アンカ　（ソニー・ミュージックエンタテインメント）
※この曲は後、2002年に同じ枠（Surprise Saturday枠）で放送されたテレビドラマ『ゴールデンボウル』の主題歌にもなっている。

## サブタイトル
| 話数 | 放送日         | サブタイトル | 演出     |
| ---- | -------------- | ------------ | -------- |
| 1    | 1989年 7月15日 | 逃走の母     | 久野浩平 |
| 2    | 7月22日        | 女の意地     | 久野浩平 |
| 3    | 7月29日        | 最後の電話   | 久野浩平 |
| 4    | 8月5日         | 生きる限界   | 吉野洋   |
| 5    | 8月12日        | 母と娘       | 吉野洋   |
| 6    | 8月19日        | お母さん!!   | 久野浩平 |